# Walsh Knob
Walsh Knob är en kulle i Antarktis. Den ligger i Västantarktis. Inget land gör anspråk på området. Toppen på Walsh Knob är 317 meter över havet, eller 2 meter över den omgivande terrängen. Bredden vid basen är 0,40 km.
Terrängen runt Walsh Knob är kuperad åt nordväst, men åt sydost är den platt. Walsh Knob ligger uppe på en höjd som går i öst-västlig riktning. Trakten är obefolkad. Det finns inga samhällen i närheten.